# Выставкина, Екатерина Владимировна
Екатерина Владимировна Выставкина (урождённая Бровцына, по второму мужу — Галлоп или Галлоп-Ремпель, 1877—1957) — русская писательница, переводчица, журналистка, общественная деятельница.

## Биография

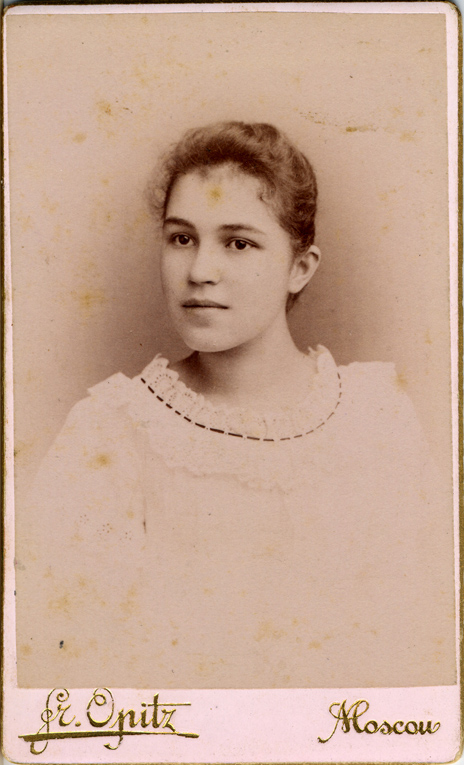
Е. В. Бровцына (около 1896 года)

Родилась 24 ноября (6 декабря) 1877 года в селе Грешнево Старицкого уезда Тверской губернии. Происходит из старинного дворянского рода Бровцыных. Отец — губернский секретарь. В 1896 году окончила Московский Екатерининский институт благородных девиц. Дважды была замужем, второй раз — за социал-демократом Абрамом Григорьевичем Галлопом (1882—после 1931). С 1910-х годов состояла в Лиге равноправия женщин, в 1915 году входила в Совет московского отделения Лиги.
В 1919 году была товарищем секретаря симферопольского Военно-Революционного Комитета.
Во время Красного террора в Крыму в ноябре 1920 года в том числе и её показания помогли спасти от расстрела особым отделом 6-й армии бывшего городского голову С. А. Усова.
В начале 1920-х годов эмигрировала, жила в Берлине. В 1930-х годах вернулась в Россию.
Умерла 4 марта 1957 года в Москве. Похоронена на Донском кладбище.

## Литературная деятельность
Сотрудничала в журналах «Русское богатство», «Русская мысль», «Женское дело», «Семья и школа», «Друг детей», «Пчёлка» и др. Автор произведений для взрослых и детей, посвященных преимущественно темам воспитания и положения женщины в семье и обществе. Перевела с немецкого книгу Г. Тарда «Преступник и преступление» (1906). Написала фантастическую пьесу «Красный колпачок», в 1912 году удостоенную премии на конкурсе детских пьес. Как поэтесса-переводчица участвовала в сборнике «Поэзия Армении с древнейших времен до наших дней в переводах русских поэтов…» (М., 1916) и в «Сборнике армянской литературы» (Петроград, 1916). Наиболее значительное произведение — роман феминистского направления «Амазонка» (1916), о котором хорошо отзывался и публикации которого содействовал В. Г. Короленко. После 1917 года занималась главным образом переводами.

## Публикации

### Книги
- Выставкина Е. Красный колпачок : Фантаст. пьеса. — М., 1912.
- Выставкина Ек. Влад. Колпачок : Фантаст. пьеса в 4 картинах. Музыка Н. А. Маныкина-Невструева. — М.: С. Ф. Разсохин, 1914. — 46 с.
- Выставкина Е. Амазонка. Роман. — М.: Кн-во писателей в Москве, 1917. — 240 с.
- Выставкина Е. Амазонка. — Берлин: Изд. автора, 1923. — 215 с.

### Отдельные публикации
- Выставкина Е. Амазонка // Русские записки. — 1916. — Т. 4—9.

### Переводы
- Исаакян А. Песни / Пер. Льва Зилова, Е. Выставкиной, Павла Сухотина; Обл. работы Всеволода Крандиевского]. — М.: Б. Кеворков, 1907. — 24 с.
- Тард Г. Преступник и преступление / Под ред.: М. Н. Гернет; Пер.: Е. В. Выставкина; Предисл.: Н. Н. Полянский. — М.: Тип. Т-ва И. Д. Сытина, 1906. — 346 с.